# Saison 2012 des Giants de San Francisco
La saison 2012 des Giants de San Francisco est la 128e saison en Ligue majeure de baseball pour cette franchise et la 55e depuis le transfert des Giants de la ville de New York à celle de San Francisco.
Les Giants remportent la Série mondiale 2012 sur les Tigers de Détroit pour mériter leur deuxième titre en trois ans, aussi le deuxième de la franchise depuis son arrivée à San Francisco.

## Contexte
Après avoir remporté la Série mondiale 2010 et savouré un premier titre depuis l'arrivée de la franchise en Californie, les Giants de San Francisco connaissent une saison 2011 parsemée d'embûches, en particulier les blessures : Buster Posey se fracture une jambe le 25 mai et est perdu pour la saison, puis Freddy Sanchez, blessé à l'épaule, ne joue plus après le 10 juin. L'offensive, hormis Pablo Sandoval, est anémique et les Giants terminent derniers de la Ligue nationale et 29e sur 30 clubs des majeures pour les points marqués. À l'opposé, les lanceurs évitent la liste des blessés et excellent : ils présentent la 2e meilleure moyenne de points mérités du baseball après les lanceurs des Phillies de Philadelphie. San Francisco est l'équipe des majeures qui accorde le moins de coups sûrs et de coups de circuit, qui est 2e après Philadelphie pour le plus faible total de points accordés et qui termine 2e après Atlanta pour les retraits sur des prises aux dépens des frappeurs adverses. Les Giants se maintiennent au premier rang de la division Ouest de la Ligue nationale jusqu'au 9 août mais ils perdent 18 parties sur 29 durant ce mois et terminent en 2e place avec 86 victoires et 76 défaites, soit 6 victoires de moins que la saison précédente et 8 matchs derrière les Diamondbacks de l'Arizona.

## Intersaison
Soucieux d'améliorer leur offensive, les Giants se mettent à l'œuvre peu après la conclusion de la saison 2011. Le 7 novembre, San Francisco échange le lanceur gaucher Jonathan Sánchez et le lanceur gaucher des ligues mineures Ryan Verdugo aux Royals de Kansas City en retour du voltigeur Melky Cabrera. Le 6 décembre, le voltigeur Andrés Torres et le releveur Ramon Ramirez sont transférés aux Mets de New York en retour du voltigeur Ángel Pagán.
Le 18 janvier, les Giants mettent sous contrat le voltigeur Gregor Blanco.
Le lanceur droitier Clay Hensley signe comme agent libre avec les Giants après deux saisons chez les Marlins de la Floride. Le contrat du vétéran releveur Guillermo Mota est reconduit pour une saison. Le receveur Eli Whiteside revient sur un nouveau contrat des ligues mineures. Les Giants engagent le joueur de deuxième but Joaquín Árias, qui est agent libre.
Le receveur réserviste Chris Stewart est échangé aux Yankees de New York le 4 avril en retour du lanceur de relève George Kontos.
Les agents libres Jeff Keppinger (Tampa Bay), Mark DeRosa (Washington) et Cody Ross (Boston) quittent tous San Francisco. Darren Ford est libéré peu après la conclusion de la saison 2011 et Mike Fontenot est remercié le 30 mars vers la fin du camp d'entraînement. Le voltigeur étoile Carlos Beltrán, acquis par les Giants en fin de saison 2011, accepte une offre des Cardinals de Saint-Louis. Le lanceur Waldis Joaquín, qui a fait des présences sporadiques avec les Giants au cours des trois années précédentes et a surtout joué en ligues mineures, signe avec Washington.
Par ailleurs, les négociations contractuelles avec les deux as lanceurs des Giants, Tim Lincecum et Matt Cain, alimentent les discussions au cours de la saison morte. En janvier, Lincecum signe une prolongation de contrat 40,5 millions de dollars pour deux saisons, qui repousse à l'automne 2014 la date où il deviendra agent libre. En avril 2012, Cain signe un nouveau contrat de 127,5 millions pour 6 ans, le liant aux Giants jusqu'à la fin de la saison 2017.

## Calendrier pré-saison
L'entraînement de printemps des Giants s'ouvre en février et le calendrier de matchs préparatoires précédant la saison s'étend du 3 mars au 4 avril 2012.

## Saison régulière
La saison régulière des Giants se déroule du 5 avril au 3 octobre 2012 et prévoit 162 parties. La saison débute sur la route par des visites aux Diamondbacks de l'Arizona et aux Rockies du Colorado, puis le match d'ouverture à San Francisco a lieu le 13 avril contre les Pirates de Pittsburgh.

### Avril
- 11 avril : À son 157e départ en carrière, Tim Lincecum effectue sa plus courte sortie comme lanceur partant. Il est sorti du match contre Colorado après seulement 2 manches et un tiers lancées[30].
- 13 avril : Matt Cain lance un match complet d'un seul coup sûr et réussit 11 retraits sur des prises dans une victoire de 5-0 des Giants sur Pittsburgh lors de la partie d'ouverture au AT&T Park[31].
- 16 avril : Les Giants accordent au lanceur Madison Bumgarner une prolongation de contrat de 5 ans avec 2 années d'option, qui pourrait ultimement le lier à la franchise jusqu'à l'automne 2019[32].
- 18 avril : Matt Cain (9 manches lancées, 2 coups sûrs accordés, 0 point) livre un duel mémorable à Cliff Lee (10 manches, 0 point) des Phillies de Philadelphie dans un match gagné 1-0 par les Giants en 11 manches à San Francisco. Aucun des partants ne reçoit de décision[33].

### Mai
29 mai : Melky Cabrera porte son total de coups sûrs à 50 depuis le début du mois, battant le record de franchise pour le mois de mai établi par Willie Mays, avec 49 coups sûrs en mai 1958.

### Juin
- 13 juin : Matt Cain lance le 22e match parfait de l'histoire des Ligues majeures dans une victoire de 10-0 des Giants sur les Astros de Houston, à San Francisco[35]. Il égale le record établi en 1965 par Sandy Koufax avec 14 retraits sur des prises dans un match parfait[36].

### Août
- 15 août : Meneur du baseball majeur pour les coups sûrs (159) et deuxième pour la moyenne au bâton, (346), Melky Cabrera est suspendu pour 50 parties après avoir utilisé de la testostérone et échoué un test antidrogue[37].

### Septembre
- 22 septembre : Vainqueurs des Padres de San Diego 8-4 à San Francisco, les Giants remportent pour la deuxième fois en trois ans le championnat de la division Ouest[38].

### Octobre
- 6 octobre : Les Giants commencent les séries éliminatoires par la Série de division contre les Reds de Cincinnati.

## Séries éliminatoires
| Légende             | Légende | Légende |
| victoire des Giants |         |         |
| ------------------- | ------- | ------- |

### Série de division
Giants de San Francisco vs Reds de Cincinnati
San Francisco gagne la série trois victoires à deux. Après avoir perdu les deux premiers matchs à domicile, ils remportent trois parties de suite sur les Reds à Cincinnati.
| Match | Date       | Scores                                              | Hôte                                 | Bilan SF - CIN |
| ----- | ---------- | --------------------------------------------------- | ------------------------------------ | -------------- |
| 1     | 6 octobre  | Reds de Cincinnati – 5, Giants de San Francisco – 2 | San Francisco, AT&T Park             | 0 - 1          |
| 2     | 7 octobre  | Reds de Cincinnati – 9, Giants de San Francisco – 0 | San Francisco, AT&T Park             | 0 - 2          |
| 3     | 9 octobre  | Giants de San Francisco – 2, Reds de Cincinnati – 1 | Cincinnati, Great American Ball Park | 1 - 2          |
| 4     | 10 octobre | Giants de San Francisco – 8, Reds de Cincinnati – 3 | Cincinnati, Great American Ball Park | 2 - 2          |
| 5     | 11 octobre | Giants de San Francisco – 6, Reds de Cincinnati – 4 | Cincinnati, Great American Ball Park | 3 - 2          |

### Série de championnat
Giants de San Francisco vs Cardinals de Saint-Louis
San Francisco gagne le championnat de la Ligue nationale 4 victoires à 3.
Après quatre matchs, Saint-Louis a l'avantage, 3 matchs à 1. Mais comme en Série de division, San Francisco effectue une remontée spectaculaire en gagnants les 3 derniers matchs. Au septième et dernier match, les Giants écrasent les Cardinals 9-0 et éliminent les champions du monde en titre alors qu'une forte averse s'abat sur le terrain dans les dernières minutes de la rencontre. Marco Scutaro des Giants est nommé joueur par excellence de la Série de championnat.
| Match | Date       | Scores                                                    | Hôte                     | Bilan SF - SL |
| ----- | ---------- | --------------------------------------------------------- | ------------------------ | ------------- |
| 1     | 14 octobre | Cardinals de Saint-Louis – 6, Giants de San Francisco – 4 | San Francisco, AT&T Park | 0 - 1         |
| 2     | 15 octobre | Cardinals de Saint-Louis – 1, Giants de San Francisco – 7 | San Francisco, AT&T Park | 1 - 1         |
| 3     | 17 octobre | Giants de San Francisco – 1, Cardinals de Saint-Louis – 3 | St. Louis, Busch Stadium | 1 - 2         |
| 4     | 18 octobre | Giants de San Francisco – 3, Cardinals de Saint-Louis – 8 | St. Louis, Busch Stadium | 1 - 3         |
| 5     | 19 octobre | Giants de San Francisco – 5, Cardinals de Saint-Louis – 0 | St. Louis, Busch Stadium | 2 - 3         |
| 6     | 21 octobre | Cardinals de Saint-Louis – 1, Giants de San Francisco – 6 | San Francisco AT&T Park  | 3 - 3         |
| 7     | 22 octobre | Cardinals de Saint-Louis – 0, Giants de San Francisco – 9 | San Francisco AT&T Park  | 4 - 3         |

## Série mondiale
Giants de San Francisco vs Tigers de Détroit
San Francisco remporte le Série mondiale 2012 en balayant les Tigers de Détroit de la série en 4 match de suite. Les Giants gagnent le quatrième match en 10 manches. Marco Scutaro frappe un coup-sûr à l'entre-champ centre et Ryan Theriot marque le point décisif en début de 10e manche.
| Match | Date       | Scores                                             | Hôte                     | Bilan SF - DET |
| ----- | ---------- | -------------------------------------------------- | ------------------------ | -------------- |
| 1     | 24 octobre | Giants de San Francisco - 8, Tigers de Détroit - 3 | San Francisco, AT&T Park | 1 - 0          |
| 2     | 25 octobre | Giants de San Francisco - 2, Tigers de Détroit - 0 | San Francisco, AT&T Park | 2 - 0          |
| 3     | 27 octobre | Giants de San Francisco - 2, Tigers de Détroit - 0 | Détroit, Comerica Park   | 3 - 0          |
| 4     | 28 octobre | Giants de San Francisco - 4, Tigers de Détroit - 3 | Détroit, Comerica Park   | 4 - 0          |

## Classement saison 2012
| Ligue nationale (Division Ouest) | V  | D  | %    | Diff. |
| -------------------------------- | -- | -- | ---- | ----- |
| Giants de San Francisco          | 94 | 68 | ,580 | -     |
| Dodgers de Los Angeles           | 86 | 76 | ,531 | 8     |
| Diamondbacks de l'Arizona        | 81 | 81 | ,500 | 13    |
| Padres de San Diego              | 76 | 86 | ,469 | 18    |
| Rockies du Colorado              | 64 | 98 | ,395 | 30    |

## Affiliations en ligues mineures
| Niveau            | Équipe                       | Ligue                         |
| ----------------- | ---------------------------- | ----------------------------- |
| AAA               | Grizzlies de Fresno          | Ligue de la côte du Pacifique |
| AA                | Flying Squirrels de Richmond | Eastern League                |
| A-Advanced        | Giants de San Jose           | California League             |
| A                 | GreenJackets d'Augusta       | South Atlantic League         |
| A (saison courte) | Salem-Keizer Volcanoes       | Northwest League              |
| Ligue des recrues | Arizona League Giants        | Arizona League                |
| Ligue des recrues | DSL Giants                   | Dominican Summer League       |